# Spicomacrurus kuronumai
Spicomacrurus kuronumai is een straalvinnige vissensoort uit de familie van de rattenstaarten (Macrouridae). De wetenschappelijke naam van de soort is voor het eerst geldig gepubliceerd in 1938 door Kamohara.